# 金森喜久男
金森 喜久男（かなもり きくお、1948年12月5日 - ）は、愛知県名古屋市出身で、日本の実業家。元ガンバ大阪代表取締役社長。富山大学経済学部卒業。

## 略歴
1971年4月、松下電器産業株式会社へ入社。同社北陸支店長や情報セキュリティ本部上席審議役などを歴任した。
2008年4月16日、佐野泉の後任として、ガンバ大阪代表取締役社長に就任。
就任直後からサービス面を重視し、サポーターが快適な時間を過ごせるように工夫を凝らす。
その一環として、スタジアムのグッズや食事などの改革に着手。
また、2009年の新体制発表にサポーターを招き公開したり、クラブ・サポーター共に切望する新スタジアム問題に取り組んだ。
2013年1月11日、ガンバがJ2に降格したことで、成績不振の責任をとり社長を引責辞任した。
2016年より追手門学院大学経営学部教授。

## エピソード
- クラブ運営の基本方針は“皆様の「誇り」となるクラブであり続ける”[5]、“お客様にいかに満足していただくかということ”[6]。
  - そのためには、1.強いチームを作る、2.サポーターの皆様に安全、安心、快適な環境で試合を見ていただく、の2点を重視している、と語っている[6]。
- 座右の銘は、「空（くう）」「赤誠（せきせい）」「浜辺まで蓑着る海女の時雨かな」の3つである[6]。

## 著書
- サッカー界における顧客の創造 (朝日新聞出版)　2014年8月　ISBN-10: 4021902511
- スポーツ事業マネジメントの基礎知識 (東邦出版) 2015年11月　ISBN-10: 4809413489